# Vivo (pel·lícula)
Vivo és una pel·lícula musical de comèdia d'animació per ordinador de Sony Pictures Animations que es va estrenar el 2021. La pel·lícula va sertar dirigida per Kirk DeMicco, co-dirigida per Brandon Jeffords, amb guió de DeMicco i Quiara Alegría Hudes. La idea original va ser de Peter Barsocchini i les cançons van ser escrites per Lin-Manuel Miranda, qui també dona veu al personatge principal. La pel·lícula també inclou les veus de Ynairaly Simo, Zoe Saldana, Juan de Marcos González, Michael Rooker, Brian Tyree Henry, Nicole Byeri Gloria Estefan. Vivo va ser la primera pel·lícula musical de Sony Pictures Animations.

## Argument
A Havana, Cuba, l'Andrés Hernández i el seu kinajú Vivo toquen música junts a la "plaza". Un dia, després de la seva actuació, l'Andrés rep una carta de la Marta Sandoval, una amiga seva, qui l'informa que es retirarà del món de la música. La carta li dona la oportunitat de re-connectar amb ella a Miami, Florida al Mambo Cabana i per ell també és una oportunitat per dir a la Marta com se sent a través d'una cançó que li va escriure. En Vivo, feliç amb la seva vida a Cuba és reaci a ajudar a l'Andrés i marxa enfadat. El següent matí, en Vivo troba que l'Andrés, qui ha mort mentre dormia. A la "plaza" es fa un memorial i la neboda de l'Andrés, la Rosa, i la seva filla, la Gabi, hi atenen abans de marxar a Key West, Florida.
Avergonyit d'haver estat reaci a ajudar a l'Andrés, en Vivo promet que farà arribar a la Marta la cançó que l'Andrés li va escriure. En Vivo es posa a dins de la maleta de la Gabi i, d'aquesta manera arriba a Key West. La Gabi es posa contenta quan descobreix que en Vivo s'ha amagat a dins la seva maleta i li explica que en el seu poble no és agradada ja que és diferent a tothom i tampoc vol ser part del grup de girl-scouts, les Sand Dollars. En Gabi troba la cançó de l'Andrés i accepta ajudar en Vivo a fer arribar la cançó a la Marta. Fent servir l'excusa d'anar a vendre galetes, la Gabi i en Vivo compren tiquets d'autobús per anar al concert de la Marta, però són parades per les Sand Dollars, qui mostren interès per en Vivo. La Gabi i en Vivo perden el bus i acaben als Everglades i separats a causa d'una tempesta i, també perden la cançó.
Mentre busca a la Gabi, en Vivo es troba a una becplaner rosat anomenat Dancarino, qui no té èxit amb l'amor. Amb l'ajuda d'en Vivo, en Dancarino aconsegueix guanyar-se el cor de la Valentina. Més tard, la parella salva a en Vivo de una pitó de Birmània anomenada Lutador a qui no li agraden els sorolls. Mentre, la Gabi descobreix que ha estat seguida per les Sand Dollars i que elles tenen la cançó. Quan les nenes són atacades per en Lutador, en Vivo les salva però la cançó ha quedat destruida. Desolat, en Vivo considera tornar a Cuba fins que s'adona que la Gabi sap la lletra i ell la melodia. Junts, arriben a Miami i busquen a la Marta, qui ha sapigut de la mort de l'Andrés i no vol sortit a l'escenari.
La Gabi i en Vivo es colen a dins de Mambo Cabana, però la Gabi no pot entrar i li diu a en Vivo que continuï sense ella. Poc després, ella és atrapada per els de seguretat i la seva mare, qui està furiosa ja que ha descobert que s'ha escapat. En Vivo troba a la Marta, ella el reconeix i ell li dona la cançó. Emocionada per la cançó, la Marta puja a l'escenari. En Vivo localitza a la Rosa i la Gabi, qui estan anant cap a casa. La Gabi explica a la seva mare com se sent: ella va sentir que havia d'ajudar a en Vivo a entregar la cançó ja que l'Andrés mai va poder dir a la Marta quant l'estimava, a l'igual que ella no va poder dir-li mai al seu pare. Emocionada, la Rosa assegura a la seva filla que el seu pare l'estimava molt i porta a la Gabi i en Vivo al concert per escoltar a la Marta tocar la cançó de l'Andrés. En Vivo decideix quedar-se a Florida amb la Gabi i la Rosa. La Gabi i en Vivo munten un espectacle amb la Marta a la ciutat.

## Repartiment de veu
- Lin-Manuel Miranda com a Vivo; un kinkajú cantant i músic
- Ynairaly Simo com a Gabi; la reneboda de l'Andrés, una pre-adolescent energètica i incompresa amb un talent per rapejar
- Zoe Saldana com a Rosa; la mare de la Gabi
- Juan de Marcos González com a Andrés; l'amo d'en Vivo
  - González reprèn el seu paper en el doblatge en espanyol.
- Brian Tyree Henry i Nicole Byer com a Dancarino i Valentina
  - Aneesa Folds és qui canta les cançons de la Valentina
- Michael Rooker com a Lutador; una pitó de Birmània a qui no li agrada el soroll
- Gloria Estefan com a Marta Sandoval; l'última parella de l'Andrés i qui ara és una cantant famosa dels Estats Units
- Katie Lowes, Olivia Trujillo, and Lidya Jewett com les Sand Dollars; tres girl-scouts. Els seus noms, respectivament, són Becky, Eva i Sarah
  - Bri Holland, Alana de Fonseca i Jada Banks-Mace són qui canten les cançons dels personatges
- Christian Ochoa com a Montoya; amic de l'Andrés
- Brandon Jeffords com a Sr. Henshaw; un client de les Sand Dollars
- Gloria Calderón Kellett com a Gloria; la mànager d'escenari de la Marta
- Leslie David Baker com a Bob; un conductor d'autobús de Florida
- Aaron LaPlante com un gos de Key West
- Rich Moore com una iguana
- Danny Pino com un passatger de l'autobús
- Tessie Santiago com a portera

## Producció

### Desenvolupament
Els orígens de la pel·lícula remunta al 2010, quan DreamWorks Animations va contactar amb Lin-Manuel Miranda per presentar-li la idea de la pel·lícula després de l'èxit del musical In the Heights. A causa que l'empresa va patir reestructuracions el 2015, DreamsWorks va deixar de banda la idea. El 14 de desembre de 2016, Sony Pictures Animation va comprar el projecte a DreamWorks i accelerar-lo sota el nom de Vivo, el qual estava basat en una idea original de Peter Barsocchini. Kirk DeMicco seria el director, Lisa Stewart la productora, Laurence Mark seria el productor executiu i Quiara Alegría Hudes escriuria el guió a partir de la història de Barsocchini. El 12 de juny de 2019, Kristine Belson, durant el Festival de Cinema d'Animació d'Annecy de 2019 va anunciar que s'uniria a la pel·lícula com a coproductora i que Roger Deakins seria el consultor visual. L'animació en 2D va estar a mans de James Baxter mentre que Sony Pictures Imageworks va ser l'encarregada de l'animació principal. El repartiment va ser anunciat el 26 d'abril de 2021.

### Música
El 14 de desembre de 2016, va ser revelat que Miranda escriuria 11 cançons per la pel·lícula. El 26 d'abril de 2021 va ser anunciat que el col·laborador habitual de Miranda, Alex Lacamoire, treballaria a la pel·lícula com a compositor i productor executiu musical.Totes les cançons foren compostes per Lin-Manuel Miranda.
| 1.            | «Overture»                                  | Alex Lacamoire | 1:12  |
| 2.            | «One Of A Kind»                             | Juan de Marcos González Lin-Manuel Miranda                                                                                                 | 4:10  |
| 3.            | «Mambo Cabana»                              | de Marcos González Miranda Gloria Estefan                                                                                                  | 2:17  |
| 4.            | «One More Song»                             | Miranda | 2:32  |
| 5.            | «My Own Drum»                               | Ynairaly Simo | 2:22  |
| 6.            | «Keep The Beat»                             | Miranda Simo | 2:33  |
| 7.            | «Love's Gonna Pick You Up»                  | Bryan Tyree Henry Miranda Aneesa Folds | 1:30  |
| 8.            | «Tough Crowd»                               | Miranda | 0:28  |
| 9.            | «One More Song (Reprise)»                   | Miranda | 0:39  |
| 10.           | «Running Out Of Time»                       | Miranda Simo Christopher Jackson Veronica Jackson Gloria Calderon Kellett Bri Holland Alana de Fonseca Jada Banks-Mace Estefan Zoe Saldana | 2:14  |
| 11.           | «Inside Your Heart»                         | Estefan | 2:41  |
| 12.           | «Grand Finale»                              | Simo Miranda Tryee Henry Folds Holland de Fonseca Banks-Mace Saldana Estefan                                                               | 2:06  |
| 13.           | «My Own Drum (Reprise)» (with Missy Elliot) | Simo | 2:57  |
| 14.           | «¡Presente!»                                | Estefan | 2:23  |
| 15.           | «Marta's Letters»                           | Lacamoire | 0:44  |
| 16.           | «La Colecta/Suitcase Of Memories»           | Lacamoire | 1:20  |
| 17.           | «Vivo Comes Around»                         | Lacamoire Miranda | 0:48  |
| 18.           | «Saving The Song»                           | Lacamoire Miranda | 1:26  |
| 19.           | «Welcome To Florida»                        | Lacamoire Miranda | 0:27  |
| 20.           | «Sand Dollar Animal Control»                | Lacamoire | 1:33  |
| 21.           | «Not On My Watch»                           | Lacamoire | 0:39  |
| 22.           | «Lutador»                                   | Lacamoire | 0:52  |
| 23.           | «Gabi And Vivo»                             | Lacamoire | 0:53  |
| 24.           | «Bienvenido A La Familia»                   | Lacamoire Miranda | 1:37  |
| 25.           | «What Difference Can A Song Make?»          | Lacamoire Miranda | 0:59  |
| 37.           | «One Year Later»                            | |       |
| Durada total: | Durada total:                               | Durada total: | 41:35 |

## Estrena
Estava previst que la pel·lícula s'estrenés als cinemes el 18 de desembre de 2020. El 26 de gener de 2018, l'estrena a cinemes va ser avançada un mes, al 6 de novembre de 2020. El dia 1 de novembre de 2019, l'estrena a cinemes va ser moguda fins de 16 d'abril de 2021, només per ser posposada fins al 4 de juny de 2021, a causa de la pandèmia de Covid-19. El 26 d'abril de 2021, Sony va anunciar que l'estrena teatral es s'havia cancel·lat i que els drets estaven a mans de Netflix, tot i així, Sony es va quedar els drets de distribució del cinema domèstic, de "linear TV" i de la Xina. La pel·lícula va ser estrenada als cinemes en teatres selectes el 30 de juliol de 2021 i a Netflix el 6 d'agost de 2021.

## Recepció

### Crítica
Al lloc web Rotten Tomatoes, Vivo té una aprovació del 87% i una nota de 6.9/10, basades en 98 ressenyes. El consens crític diu: "Vivo ofereix unes quantes sorpreses, però aquesta aventura animada i atractiva és animada amb les cançons que el protagonista Lin-Manuel Miranda ha compost". A Metacritic la pel·lícula té una nota de 66 sobre 100, basada en 22 opinions de crítics, indicant "generalment crítiques favorables".

### Espectadors de Netflix
Durant la primera setmana (del 2 al 9 d'agost), Vivo va ser la més vista amb 793 milions de minuts visualitzats, traduint-se en uns 8.7 milions d'espectadors. Entre el 9 i el 15 d'agost la pel·lícula va ser el tercer títol més vist de Netflix, amb 802 milions vistos. Es calcula que a data de 18 d'octubre de 2021, Vivo ha estat vista per uns 46 milions de persones.

### Premis i nominacions
| Data de la cerimònia   | Premis                           | Categoria                                | Nominat(s)     | Resultat | Ref.          |
| ---------------------- | -------------------------------- | ---------------------------------------- | -------------- | -------- | ------------- |
| 2021                   | Premis Hollywood Music in Media  | Millor banda sonora - Pel·lícula animada | Alex Lacamoire | Nominat  | [ 21 ]        |
| 7 de desembre de 2021  | Premis People's Choice           | Millor pel·lícula familiar               | Vivo           | Nominada | [ 22 ]        |
| 13 de desembre de 2021 | Premis Women Film Critics Circle | Millor animació femenina                 | Gabi           | Nominada | [ 23 ]        |
| 17 de desembre de 2021 | Premis Phoenix Critics Circle    | Millor pel·lícula animada                | Vivo           | Nominada | [ 24 ]        |
| 2 d'abril de 2022      | Premis Satellite                 | Millor pel·lícula animada                | Vivo           | Nominada | [ 25 ] [ 26 ] |